# Willie Hernández
Guillermo Hernández Villanueva (ur. 14 listopada 1954 w Aguada, zm. 20 listopada 2023 w Sebring) – portorykański baseballista, który występował na pozycji miotacza (relief pitchera) przez 13 sezonów w Major League Baseball.
Wybrany MVP American League w 1984 roku, trzykrotny uczestnik Meczu Gwiazd (1984–1986) i zdobywca nagrody Cy Young Award w American League (1984). W sezonie 1984 zaliczył dwa save'y w trzech meczach World Series, w których Tigers pokonali San Diego Padres 4–1.